# Wives of Men
Wives of Men is een Amerikaanse dramafilm uit 1918 onder regie van John M. Stahl. Destijds werd de film in Nederland uitgebracht onder de titel Verblind door jaloezie. De film is wellicht zoekgeraakt.

## Verhaal
James Randolph Emerson wil juist op huwelijksreis vertrekken, wanneer zijn kersverse bruid Lucille ziet hoe hij naar de fotografie van een jonge vrouw blikt. Ze is te trots om er James naar te vragen, maar het beeld van de vrouw spookt nog jarenlang door haar hoofd. Als ze later een korte amourette heeft met een andere man, wordt James ontzettend jaloers. Hij staat op het punt om haar wurgen, wanneer er ineens een jongetje in de kamer staat. James bedenkt zich en Lucille brengt het jongetje naar huis. Ze komt erachter dat het jongetje de zoon is van James met een eerdere vrouw die in het kraambed is gestorven. Lucille beseft dat James al lang over zijn eerste vrouw heen is en ze vergeven elkaar.

## Rolverdeling
| Acteur             | Personage                  |
| ------------------ | -------------------------- |
| Florence Reed      | Lucille Emerson            |
| Frank Mills        | James Randolph Emerson jr. |
| Mr. Wokoff         | James Randolph Emerson sr. |
| Mathilde Brundage  | Mevrouw Emerson sr.        |
| Edgar Lewis        | Jim Hawkins                |
| Charles Jackson    | Charlie                    |
| Grace Davison      | Grace                      |
| Bessie Mar English | Mary                       |
| Robert Lee Keeling | Paul Harrison              |